# Neuschoo
Neuschoo település Németországban, azon belül Alsó-Szászország tartományban. Lakosainak száma 1213 fő (2023. december 31.).

## Népesség
A település népességének változása:
| Lakosok száma | 1150 | 1192 | 1164 | 1180 | 1191 | 1210 | 1213 |
|               | 2014 | 2016 | 2017 | 2019 | 2021 | 2022 | 2023 |